# Голуб, Файбыш Моисеевич
Фа́йбыш (Фадде́й) Моисе́евич Го́луб (5 мая 1903, Игумен, Минская губерния — 23 января 1974, Самарканд) — советский учёный-медик, врач-хирург. Доктор медицинских наук (1941), профессор (1945), заслуженный деятель науки Узбекской ССР, отличник здравоохранения СССР.

## Биография
В 1927 г. окончил медицинский факультет Белорусского государственного университета, после чего работал врачом районной больницы в Витебской области. С 1932 года преподавал в хирургической клинике Минского медицинского института (ассистент, с 1938 — доцент).
В 1941—1944 годах — главный хирург эвакогоспиталей Мордовской АССР.
В 1944—1945 годах — заведующий хирургической кафедрой Кисловодского медицинского института. В 1945 г. вступил в ВКП(б). В 1945—1954 годах — основатель и первый заведующий кафедры госпитальной хирургии Кишинёвского медицинского института, профессор. В 1954—1956 годах заведовал кафедрой общей хирургии, в 1956—1974 годах — кафедрой факультетской хирургии Самаркандского медицинского института.
Избирался депутатом городских советов Минска, Кишинёва, Самарканда.
Скончался 23 января 1974 года, похоронен на Центральном кладбище Самарканда.

### Семья
Отец — Моисей Беркович Голуб (1875—1966), преподаватель математики, заслуженный учитель Белорусской ССР, кавалер ордена Ленина; мать — Хая Ойзеровна Голуб;
- братья:
  - Давид Моисеевич Голуб (1901—2001), анатом, заведующий кафедрой нормальной анатомии Минского мединститута, академик Академии наук Белорусской ССР, лауреат Государственной премии СССР (1974);
  - Илья Моисеевич Голуб, кандидат физико-математических наук.
- сёстры:
  - Фаина Моисеевна Голуб, педагог;
  - Сима Моисеевна Голуб, педагог;
  - Берта Моисеевна Голуб, агроном.

Жена — Софья Моисеевна Голуб-Горелик (1903—1972), врач-кардиолог;
- дочь — Инна Файбышевна Голуб (род. 1930), врач-офтальмолог.

## Научная деятельность
Основные направления исследований:
- морфология, патогенез и лечение нейротрофических нарушений при травме периферических нервов;
- абдоминальная хирургия;
- морфология, патогенез и методы лечебной коррекции комбинированных радиационных поражений скелета, периферических нервов и надпочечных желёз в онтогенезе;
- хирургия онкологических заболеваний.

В 1936 году защитил кандидатскую диссертацию, в 1941 году — докторскую. Подготовил 32 кандидата и 5 докторов наук.
Автор более 130 научных работ.

### Избранные труды
- Голуб Ф. М. Периферический отрезок повреждённого нерва в развитии нервных дистрофий : (Эксперим.-морфолог. исследование) / Под ред. и с предисл. акад. А. Д. Сперанского. — Саранск, Мордгиз, 1944. — 140 с. — 2050 экз.
- Сб. тр. Госпитальной хирургической клиники / Под ред. Ф. М. Голуба. — Кишинёв: Гос. изд-во Молдавии, 1950. — 254 с. — 2000 экз.

## Награды и признание
- Орден Трудового Красного Знамени
- пять медалей
- Памятная медаль А. В. Вишневского
- Премия имени С. П. Фёдорова — за монографию «Периферический отрезок повреждённого нерва в развитии нервных дистрофий»
- заслуженный деятель науки Узбекской ССР (13.11.1964)[4]
- Отличник здравоохранения (СССР)